# Идрис Великан
Идрис Великан (валл. Idris Gawr) — правитель Мейрионита (580—632/634), суб-королевства, подчиненного королевству Гвинед.

## Биография
Идрис был сыном и наследником Гвитно Журавлиные ноги.
На севере Уэльса есть гора Кадер-Идрис («Трон Идриса»). Говорят, что король Идрис был так огромен, что действительно сидел на ней как на троне. Но это, разумеется, преувеличение. Кроме горы, в Уэльсе существует еще одно место, связанное с именем Идриса. Это пещера, где он, по преданию, жил, отринув мирскую жизнь. Даже если в какое-то время Идрис и стал отшельником, в конце концов он вернулся на трон, поскольку известно, что он умер в битве.
Точная дата гибели Идриса неизвестна. «Анналы Камбрии» датируют её 632 годом, однако «Анналы Клонмакнойса» сообщают, что это произошло в 634 году в битве на Северне с Освальдом Нортумбрийским.
После смерти Идриса, суб-королём стал его сын Суальда.